# Lasioptera cubitalis
Lasioptera cubitalis är en tvåvingeart som beskrevs av Jean-Jacques Kieffer 1913. Lasioptera cubitalis ingår i släktet Lasioptera och familjen gallmyggor.
Artens utbredningsområde är Kenya. Inga underarter finns listade i Catalogue of Life.